# Mi (rivière)
Pour les articles homonymes, voir Mi.
La Mi (caractères chinois :  耒水) ou Mi Shui  est une rivière qui coule dans la province chinoise du  Hunan (Chine du Sud) et qui est l'affluent le plus long du fleuve Xiang lui-même affluent du Yangzi Jiang.

## Description
La rivière prend sa source dans le village de Tianxin qui est rattaché au Xian de Yanling. La rivière prend une direction nord-ouest et traverse les xians de Yanling, Chaling, You et Hengdong . Elle se jette dans le fleuve Xiang au niveau du bourg de Xintang.

## Hydrologie
La rivière est longue de 29 kilomètres et son bassin versant a une superficie de 10 305 km². Le débit de la rivière est de 267 m3/s.

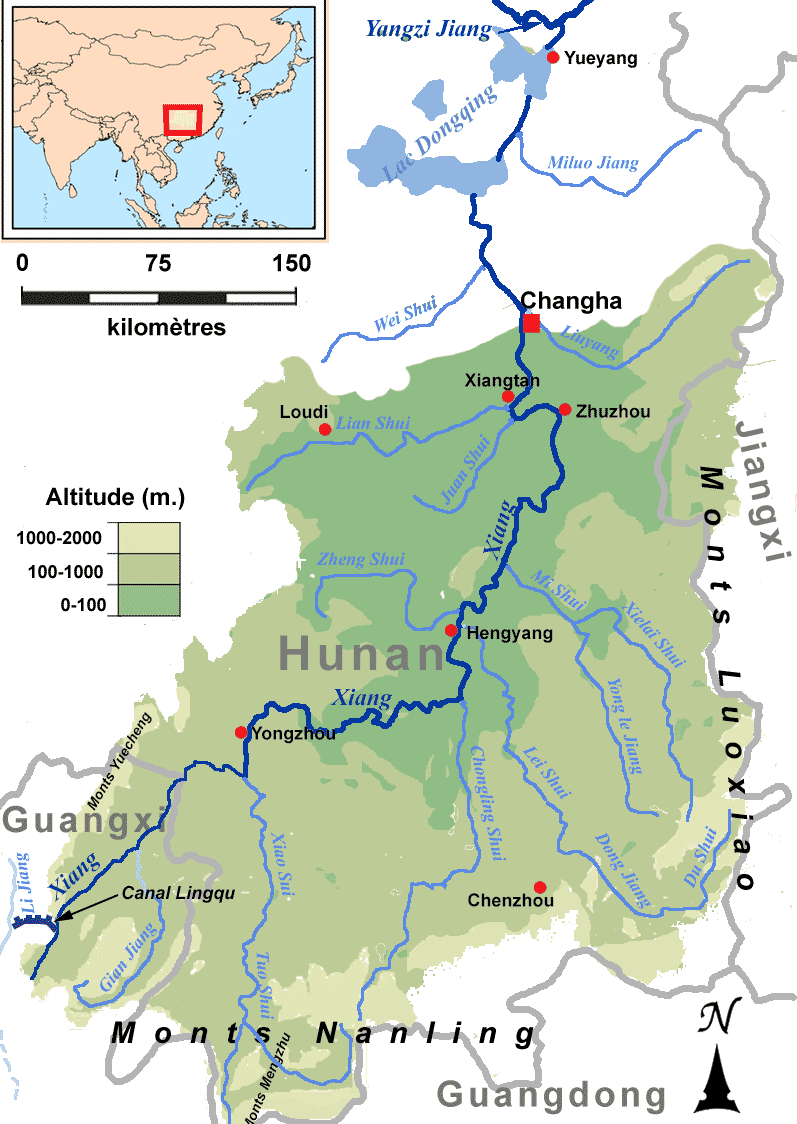
Carte du bassin versant du fleuve Xiang avec ses principaux affluents.